# Cyrtandra schizocalyx
Cyrtandra schizocalyx är en tvåhjärtbladig växtart som beskrevs av Margaret Clark Gillett. Cyrtandra schizocalyx ingår i släktet Cyrtandra och familjen Gesneriaceae. Inga underarter finns listade i Catalogue of Life.